# Air KBZ
Air KBZ (бірм. အဲကေဘီဇက်အဲကေဘီဇက်) — приватна авіакомпанія М'янми зі штаб-квартирою в Янгоні, що працює в сфері регулярних пасажирських перевезень на внутрішніх маршрутах. Портом приписки авіакомпанії і її головним транзитним вузлом (хабом) є міжнародний аеропорт Янгон.

## Маршрутна мережа
У грудні 2015 року маршрутна мережа регулярних перевезень авіакомпанії Air KBZ охоплювала наступні пункти призначення всередині країни:
- М'янма
  - Баган — аеропорт Ніяунг-У
  - Банмо — аеропорт Банмо
  - Хайхо — аеропорт Хайхо
  - Калі — аеропорт Калі
  - Ченгтун — аеропорт Ченгтун
  - Кодаун — аеропорт Кодаун
  - Лашо — аеропорт Лашо
  - Мандалай — міжнародний аеропорт Мандалай
  - М'єй — аеропорт М'єй
  - Мейтхіла — аеропорт Мейтхіла
  - Пута — аеропорт Плутано
  - Сітуе — аеропорт Сітуе
  - Тавой — аеропорт Тавой
  - Тачхілуа — аеропорт Тачхілуа
  - Тандуе — аеропорт Тандуе
  - Янгон — міжнародний аеропорт Янгон — хаб

## Флот
В кінці 2015 року повітряний флот авіакомпанії Air KBZ становили такі літаки:

## Авіаподії та інциденти
- 17 лютого 2012 року. Літак ATR-72-500 (реєстраційний XY-AIT) при посадці викотився за межі злітно-посадкової смуги аеропорту Тандуе. Про потерпілих не повідомлялося[3].
- 28 січня 2014 року. Літак авіакомпанії був евакуйований зі злітно-посадкової смуги міжнародного аеропорту Янгон. Постраждалих не було[4].